# La Luz Fútbol Club
Maillots
Actualités
Dernière mise à jour : 11 février 2025.
La Luz Fútbol Club est un club uruguayen de football basé à Montevideo.

## Histoire
La Luz Football Club est fondé le 19 avril 1929.
En 1962, le club est champion de l'Intermédia et joue en 1963 pour la première fois en deuxième division uruguayenne. Il reste en Primera B jusqu'en 1971. À partir de 1972, il descend en Primera C et revient en deuxième division avec le titre de champion en 1976. En 1978, le club réussit sa meilleure saison en terminant à la deuxième place. À partir de 1982, le club décline et se retrouve en troisième division.
En 1992, en tant que champions invaincus de Primera C, le club revient en Segunda División et échoue de peu pour la promotion en Primera División La descente en 1995 est suivie d'une période critique puisque le club a failli disparaitre. En 2009, le club tombe dans l'amateurisme, et, en raison de problèmes financiers, est exclu lors de la saison 2013-2014.
Le club reviendra en troisième division, en 2021, il est vice-champion du Campeón Uruguayo de Primera División Amateur (3e division) et joue un barrage contre Villa Teresa, un club de deuxième division, pour la montée. Après une défaite 2 à 0 puis une victoire 3 à 1 à domicile, La Luz remporte les tirs au but et remonte en deuxième division, 13 ans après. Lors de la saison suivante, le club est de nouveau vice-champion et est promu directement en première division pour la saison 2023.

### Logo

Évolution du logo
Ancien logo
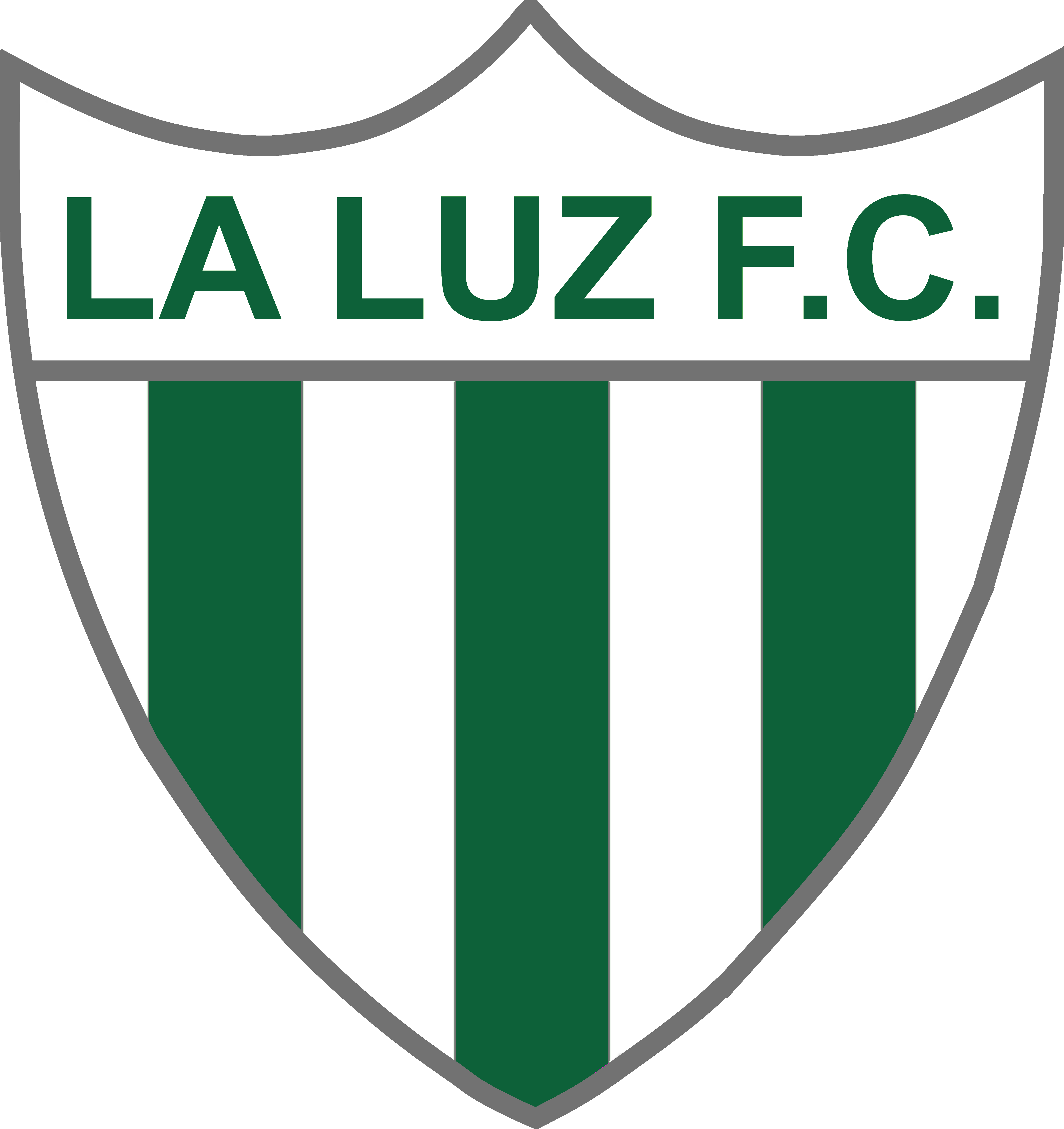
Nouveau logo